# Gephyrochromis moorii
Gephyrochromis moorii — вид окунеподібних риб родини цихлові (Cichlidae). Вид є ендеміком озера Малаві, де населяє глибина від 5 до 25 м. Харчується органічними рештками, що плавають у товщі води. Самці можуть досягати до 12 см завдовжки.